# Stabroek News
Stabroek News ist eine Zeitung in Guyana. Der Verlag wird privat geführt. Der Name leitet sich vom früheren Namen Stabroek ('staebru:k) der Stadt Georgetown her, der Hauptstadt von Guyana.

## Geschichte
Die Zeitung wurde im November 1986 erstmals veröffentlicht. Zunächst als Wochenblatt; später wurde auf die tägliche Verteilung umgestellt. Der Start der Zeitung als Massenmedium in Guyana brachte eine neue Offenheit für Medien im Land mit sich.
Die Zeitung wurde von David DeCaires gegründet, der am 1. November 2008 verstarb.
Stabroek News vertreibt zudem exklusiv DirecTV Caribbean in Guyana.
Daraus entstanden einige Kontroversen, da illegale Vertreiber von DirecTV Caribbean in Guyana für bereits bezahlte Verträge keine Dienstleistungen lieferten.